# Ульянов, Юрий Васильевич
Юрий Васильевич Ульянов (род. 5 мая 1938) — советский хоккеист, защитник, судья.

## Биография
Участник молодёжного чемпионата СССР 1957/58 в составе ленинградского «Авангарда».
Играл за ленинградские команды ЛПИ (1958/59, 1960/61), ЛИИЖТ (1958/59 — 1960/61), СКИФ (1959/60), «Кировец» (1960/61). Выступал за «Спартак» Свердловск (1961/62 — 1963/64), «Вымпел» Минск (1964/65), «Торпедо» Минск (1965/66). Тренер в «Торпедо» (1969/70 — 1970/71).
Судья всесоюзной категории.
В 1979 году об Ульянове-судье был снят документальный фильм «Когда я король» (реж. Евгений Карелов).